# سانتاريم، بارا
سانتاريم، بارا هي بلدية في البرازيل، تتبع بارا، بلغ عدد سكانها 262٬538  نسمة، في 2000، تبلغ مساحتها 17٬898 كيلومتر مربع.

## الموقع
تشترك في الحدود مع:
- Alenquer, Pará [الإنجليزية]‏.

## مدن توأم
المدن التوأم:
- شنترين.

## أعلام
- ويلسون ليما
- ويلسون فونسيكا
- جيداياس كابوتشو نيفيس